# Jinlong, Chongqing
Jinlong (kinesiska: 金龙) är en köping i sydvästra Kina. Den ligger i stadsdistriktet Yongchuan i storstadsområdet Chongqing, omkring 50 kilometer väster om det centrala stadsdistriktet Yuzhong. Antalet invånare är 21 665. Befolkningen består av 10 601 kvinnor och 11 064 män. Barn under 15 år utgör 22,0 %, vuxna 15-64 år 61 %, och äldre över 65 år 15,0 %.